# Буйвид, Николай Францович
Николай Францевич (Францович) Буйвид (? — не ранее 1850) — российский военачальник, генерал-майор.

## Биография
Дата рождения и вхождения в военную службу неизвестны.
В период Отечественной войны 1812 года был поручиком лейб-гвардии Литовского полка. Во время Бородинского сражения единственный из офицеров полка не был в бою, находясь при обозе, и «несколько раз просил полковника Удома дать ему возможность разделить с товарищами опасность за Отечество, но занимаемая им должность квартирмейстера, которая назначалась в то время по выбору офицеров, возлагала на него другие обязанности».
После войны служил полковником (со 2 марта 1817 года) в Волынском пехотном полку. C 6 июля 1818 по 21 мая 1826 года был командиром 7-го гренадерского Самогитского графа Тотлебена полка, который тогда назывался 1-м гренадерским. С 21 мая 1826 года генерал-майор, командир 1-й бригады 3-й гренадерской дивизии. 2 апреля 1833 года назначен командиром 2-й бригады 5-й пехотной дивизии.
3 марта 1835 года уволен в отставку по домашним обстоятельствам с мундиром и пенсией.
Масон, член ложи «Золотого кольца» в Белостоке (1822).
Дата смерти неизвестна.

## Награды
- Орден Св. Георгия 4-й степени (№ 4764; 25 декабря 1833) — за 25 лет беспорочной службы
- Орден Св. Владимира 4-й степени с бантом (6 января 1813)[5]
- Орден Св. Анны 2-й степени (6 декабря 1828)[6]
- Орден Св. Владимира 3-й ст. (22 октября 1830)[7]
- Орден Св. Анны 1-й степени (18 октября 1831)[8]